# 小仙丹花
小仙丹花（学名：Ixora philippinensis）为茜草科龍船花属下的一个种。

## 扩展阅读
- 維基物種上的相關：小仙丹花